# Омејади
Омејадска или Емевијска династија (661—750) је била прва династија послије четворице калифа, а њен први представник Муавија је увео право на пријесто путем насљедства (династијом) а не путем избора (шуром).

## Емевије у Арабији

### Оснивање династије
Након смрти калифе Алије на власт је дошао Муавија, син Ебу-Суфијана и Хинде, заклетих непријатеља ислама све до освајања Меке када су и сами прихватили ову вјеру. Први је исламски владар од којег се рачуна династија. Дошао је на власт прихвативши се калифата којег је преузео после атентата на калифу Алију. Калифат се завршава смрћу калифе а Муавија је пред крај свог живота одлучио на своје мјесто поставити сина Језида. Обичај је био калифу бирати на шури, скупу племенских представника који су својим гласањем доносили све важније одлуке. Муавија није укинуо тај обичај али је на разне начине наговорио и/или подмитио племенске вође да гласају за његовог сина. Језид је први калифа изабран на овај начин. Династија Омејада је трајала 90 година и бројала је 14 владара.

### Значај
Ово доба је запамћено по много негативних и позитивних догађаја. Назива се и крвавим добом муслимана јер се на непоштен начин долазило на власт. Већина тих калифа је живјела расипнички, што се такође коси са принципима ислама и праксом дотадашњих калифа. 
Територијално, Исламско царство се значајно проширило. Освојени су и дојелови Европе: Шпанија и дио Француске (Лион и Бордо). Средиште калифата је премјештено из Медине у Дамаск. Ширили су арапску културу на свим подручјима новог исламског царства. Увели су арапски новац и арапски језик у свим новоосвојеним државама, и градили џамије. 
Примјетан је и утицај Византије на владаре овог доба. Оно што су преузели из њихове културе се првенствено огледа у увођењу личне гарде, обавјештајне службе и строге војне државе. Изградили су флоту. Организацију државе су засновали на византијским принципима. Основали су прву пошту на овим подручјима. Увели су и судство, али једино њихова пресуда је била важећа и коначна.

## Омајади у Шпанији
Владавина Омејада је завршила доласком Абасида на власт који су тада одлучили смакнути све из династије Омејада. Преживио је само Абдурахман I са својим тринаестогодишњим братом. Њих двојица и њихов ослобођени роб Бедр су пет година лутали по исламском царству, док нису завршили на истуреном шпанском крају ове империје. Ни муслимани овог поднебља нису били заинтересовани за абасидску власт, нити су их Абасиди на то приморавали, што је Абдурахман O искористио. Послао је Бедра да говори о успостављању омејадске власти што су Шпанци и прихватили. Под управом Абасида остало је Арапско полуострво, Персија, Ирак, Сирија, Џезира, Египат и сјеверна Африка, а под влашћу Омејада било је Пиринејско полуострво којим су владали од 756. до 1031. године, а власт над и једним дијелом муслимани су потпуно изгубили тек 1492. 
Пријестоница омејадске државе у Шпанији била је Кордоба. У ово вријеме Кордоба је значајно узнапредовала, али убрзо је дошло до немира. Хришћани који су имали право удруживања и живота у властитим заједницама почели су захтјевати одвајање од муслиманског царства. С друге стране Шпанија долази на удар савеза хришћанских држава и бива поражена у једном од ратова против њих (1198—1216) Кордоба је освојена 1232. Дио Шпаније око Гранаде је остао у муслиманској власти до 1492. Међутим, првенствено због борбе за власт, 1486. почиње грађански рат. Краљ Фердинанд Католички и краљица Изабела Католичка су опколили Гранаду и тражили од муслимана да се предају заклевши се при томе да неће рушити џамије, вакуфску имовину и поштовати обичаје муслимана. Међутим ово се није остварило, и Шпанија је убрзо постала дијелом инквизиције.

### Значај
Већ самим доласком Абдурахмана I започела је градња џамија и школа, првих исламских школа у Европи. Међутим Шпанија је била најнапреднија у доба Абдурахмана III. У Кордоби је тада било око седамсто џамија, тристо јавних хамама, те библиотека са 600.000 свезака разних дјела. 
У току владавине Омејада Кордоба је била центар ткалачког заната и резбарија од слоноваче. Развијена је производња свиле, коже, отворени су рудници сребра и злата. Захваљујучи њима начин производње папира је пренесен у Италију па онда и у Француску. Зналајн утицај су имали и на школство, јер су подњиховом владавином отворени и универзитети у Кордоби, Свиљи, Гранади и Малаги.